# فرودگاه بلکی/وایلدرمن فارم
فرودگاه بلکی/وایلدرمن فارم (به انگلیسی: Blackie/Wilderman Farm Airport) یک فرودگاه همگانی است که یک باند فرود چمن دارد و طول باند آن ۸۲۳ متر است. این فرودگاه در کشور ایالات متحده آمریکا قرار دارد و در ارتفاع ۱۰۲۱ متری از سطح دریا واقع شده‌است.